# Сокол Раев
Сокол Раев е български възрожденски деец от Македония.

## Биография
Роден е в скопското село Любанци в големия род Раевци. Старейшина е на голяма задруга и се заниава с животновъдство и търговия, като в Любанци има кафене и бакалница, а по-късно отваря кафене и пекарница и в Скопие. Получава значителен авторитет пред властите.
Около 1865 година с няколко съмишленици преминава сръбската граница и заминава за Белград, където търси помощ за въвеждане на славянския език в службата в църквите, но са приети хладно и мисията им е без резултат.
Сокол Раев става активен поддръжник на българското църковно движение и още при създаването на Българската екзархия в 1870 година се присъединява към нея и Любанци става първото екзархийско село в скопската Църногория. Митрополит Паисий Скопски, знаейки че Сокол Раев е основният двигател за минаване под върховенството на Екзархията, плаща на двама албанци да го убият. Раев е заклан в двора на къщата си, като гръклянът му е отнесен на митрополит Паисий като доказателство за убийството.